# Kaliszki (zniesiona osada leśna)
Kaliszki – do 31 grudnia 2013 osada leśna w Polsce, w województwie mazowieckim, w powiecie nowodworskim, w gminie Czosnów. Miejscowość zniesiona 1 stycznia 2014.
W latach 1975–1998 miejscowość należała administracyjnie do województwa warszawskiego.